# 高島稔
高島 稔（たかしま みのる、1930年9月15日 - ）は、日本の元俳優。

## 出演作品

### 映画
- 1951年 暁の急襲（新東宝）- 正雄
- 1952年 恐妻時代（東宝）- 帰山康夫
- 鞍馬天狗（東映）- 杉作
  - 1953年 鞍馬天狗 疾風雲母坂
  - 1953年 鞍馬天狗 青銅鬼
  - 1955年 新鞍馬天狗 夕立の武士
- 1953年 悲劇の将軍 山下奉文（東映）- 一郎
- 1953年 無法者（東映）- 大吉
- 1953年 股旅しぐれ （松竹）- 亥之吉
- 1954年 三代目の若旦那（東映）- 守男
- 1954年 潮騒（東宝）- 宏
- 1954年 からたちの花（日活）- 北原鉄雄
- 1955年 俺も男さ（東宝）- 新一
- 1955年 森繁のデマカセ紳士（東宝）- 少年
- 1955年 若人のうたごえ（新東宝）- 小坊主・三休
- 1956年 大学の武勇伝（東宝）- 忰二郎
- 1956年 のんき夫婦（東宝）- 三郎
- 1957年 警察官（新東宝）- ゲンナマ軒小僧
- 1957年 日米花嫁花婿取替合戦（東宝）- 給仕
- 1957年 体の中を風が吹く（松竹）- 山崎隆二
- 1957年 大当り三色娘（東宝）- 工場の少年
- 1957年 その夜のひめごと（東宝）- 太一
- 1958年 愛情の都（東宝）- 吉井英介
- 1958年 一粒の麦（大映）- 渡辺梅夫
- 1958年 若い娘たち（東宝）- 野村大助
- 1959年 不道徳教育講座（日活）- 桐野貞一
- 1961年 三つの竜の刺青（日活）- チンチンサブ
- 1961年 草を刈る娘（日活）- 庄吉
- 1963年 蒼い山脈（日活）- 吉村
- 1963年 泥だらけの純情（日活）- 信次
- 1963年 エデンの海（日活）- 臼井五郎
- 1963年 太陽は呼んでいる（東宝）- 隆
- 1964年 風と樹と空と（日活）- 慎太
- 1965年 あの雲に歌おう（東映）- ブル
- 1965年 愛しながらの別れ（日活）- 敏坊
- 1965年 血と海（日活）- 券吉
- 1967年 囁きのジョー（松竹）- マックス・ホールの常連
- 1967年 花の宴（松竹）- 渡辺寿郎
- 1968年 年ごろ（東宝）- 守口昭
- 1968年 砂の香り（東宝）- 永見
- 1969年 娘ざかり（東宝）- 斎藤稔
- 1970年 どですかでん（東宝）- 警官
- 1971年 誰のために愛するか（東宝）- 岩本
- 1971年 日本一のショック男（東宝）- テレビの男優
- 1972年 百万人の大合唱（東宝）- 楠
- 1972年 地球攻撃命令 ゴジラ対ガイガン（東宝）- 高杉正作[2]
- 1974年 しあわせ（東宝）- クリーニング店員

### テレビドラマ
- 1958年 バス通り裏（1958年 - 1963年、NHK）
- 1959年 天狗峠、NET）
- 1960年 川を渡る風（NHK）
- 1961年 妻なればわれも粧わん（NET）
- 1962年 おかあさん（TBS）
  - 第2シリーズ 第133話「おふくろ愚連隊」
- 1962年 なぎ（NHK）
- 1963年 純愛シリーズ（TBS）
  - 第94話「罪なラブレター」
- 1963年 風船（NHK）
- 1964年 馬六先生人生日記（1964年 - 1965年、NHK）
- 1964年 陽気な靴屋（NHK）
- 1964年 心に空を（TBS）
- 1965年 教室でこんばんわ（NHK）
- 1965年 事件記者（NHK）
  - 第350話「死因」
- 1965年 燃ゆる白虎隊（TBS）- 原圭次郎
- 1967年 あゝ同期の桜（NET／東映）
  - 第4話「兄弟」
- 1967年 太陽野郎（1967年 - 1968年、NTV）
- 1969年 東京バイパス指令（NTV／東宝）
  - 第23話「天国の霊柩車」
- キイハンター（TBS／東映）
  - 1969年 第57話「脱走行進曲」
  - 1969年 第62話「宝の山は地獄の一丁目」
  - 1970年 第142話「ハレンチ部隊全員集合」
  - 1971年 第149話「それ行け! がい骨強盗団」
  - 1971年 第153話「走れ! 爆弾自動車大追跡」
  - 1971年 第176話「キャーッ! 幽霊屋敷で今晩わ」
  - 1971年 第185話「真昼の決戦! すれすれの愚連隊」- ナマケモノ
  - 1972年 第213話「ずっこけスパイ ハレンチ大学」
- プレイガール（12ch／東映）
  - 1969年 第24話「女の勝負は危険がいっぱい」
  - 1969年 第39話「女一匹けんか仁義 」
  - 1970年 第52話「鉄火肌けんか仁義」
  - 1970年 第81話「男殺しの用心棒」
- 1969年 フラワーアクション009ノ1（CX／東映）
  - 第9話「縁結びトランプ仁義」
- 1970年 めぐり逢い（NTV／東宝）
- 火曜日の女シリーズ「恋の罠」（1970年、NTV／東宝)
- 特別機動捜査隊 （NET／東映）
  - 1971年 第483話「俺は三船刑事だ」- 隆太
  - 1973年 第622話「刑事対検事」- 田代錦一
  - 1974年 第649話「噂の女」- 純一郎
- 1971年 花嫁のれん 第6話（CX）- 松村
- 1971年 ターゲットメン（NET／東映）
  - 第4話「三匹の赤い狼」
- 1972年 なんたって18歳!（TBS／大映テレビ）
  - 第15話「大脱走なのだ」
- 1972年 清水次郎長（CX／東映）
  - 第39話「掟を破った男」
- 1972年 さすらいの狼 （NET／東映）
  - 第1話「死ねない竜の胸の傷」
  - 第20話「上州ピエロの憤り」
- 仮面ライダーシリーズ（MBS／東映）
  - 1972年 仮面ライダー 第55話「ゴキブリ男!! 恐怖の細菌アドバルーン」- 井川
  - 1973年 仮面ライダーV3 第25話「怪奇!! デストロンレインジャー部隊」- 工藤俊一
- 1972年 シークレット部隊（TBS／大映テレビ）
  - 第18話「三人の美女 殺人事件」 - 記者
  - 第24話「恋の泥棒作戦」
- 1972年 私は忘れたい（TBS）
- 1972年 人造人間キカイダー（NET／東映）
  - 第24話「魔性の女?? モモイロアルマジロ」- トラック運転手
- 1973年 非情のライセンス（NET／東映）
  - 第12話「兇悪の空」- 梅本浩二

### テレビ番組
- 1964年 うたのえほん うたのお正月（NHK総合）
- 1964年 おかあさんといっしょ おはなしのもり（NHK Eテレ）

### 吹き替え
- 1968年 アフリカ大牧場（1968年 - 1969年、NHK総合）- ジョン・ヘンリー（演：トム・ナディーニ）